# اچ‌نوام‌اس ویل (۱۸۷۴)
اچ‌نوام‌اس ویل (۱۸۷۴) (به انگلیسی: HNoMS Vale (1874)) یک کشتی است که طول آن ۲۸ متر (۹۱٫۸۶ فوت) می‌باشد. این کشتی در سال ۱۸۷۴ ساخته شد.